# Luftschiffhalle in Biesdorf-Süd

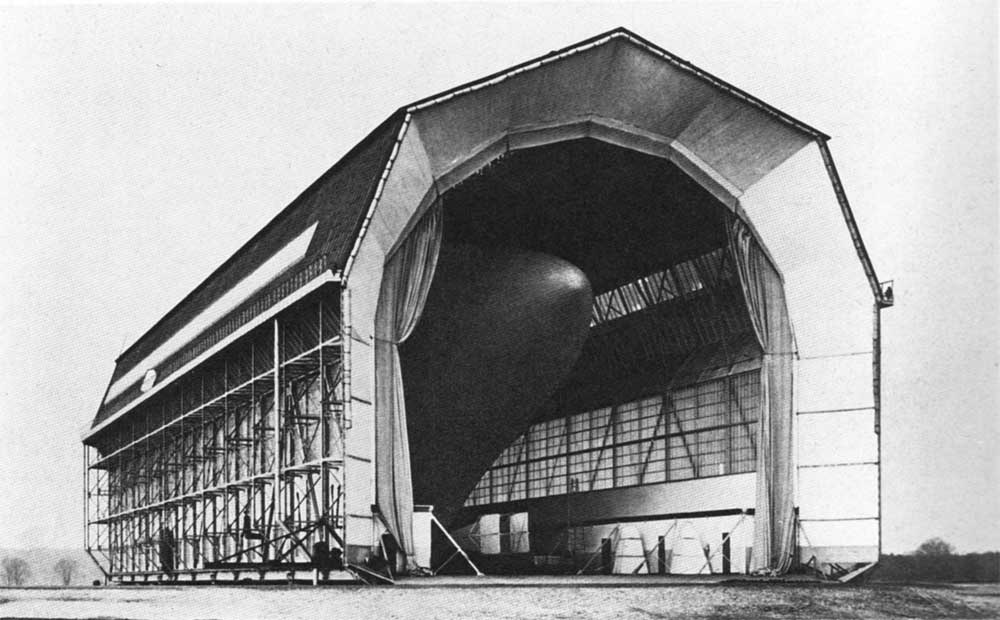
Luftschiffhalle Biesdorf

Die Luftschiffhalle in Biesdorf-Süd war ein drehbarer Hangar für Luftschiffe auf dem Gelände des Gutshofs Biesdorf (gehört heute zu Berlin-Karlshorst). Besitzer von Gut und Schloss Biesdorf war Georg Wilhelm von Siemens, der ein 120 Hektar großes Gebiet des Gutes an die Siemens-Schuckertwerke übertrug, um dort mit der Entwicklung von Militärluftschiffen zu beginnen. Die Planungen für die Halle stammten von dem im Siemens-Konzern angestellten Maschinenbau-Ingenieur Karl Janisch, beraten durch den Bauingenieur Otto Leitholf. Ausgeführt wurde der Bau von der Steffens & Nölle AG aus Tempelhof.

## Baubeschreibung
Die Halle war 135 m lang, hatte eine lichte Weite und Höhe von je 25 m und wog 1200 Tonnen. Die Grundkonstruktion bestand aus Eisenträgern, die Seitenwände teils aus Ziegelstein, teils (zur Gewichtseinsparung) aus Glas, das Dach aus Holz und Dachpappe. Auf dem Dach befand sich eine Beobachtungsplattform sowie ein elektrisches Signalfeuer. Unten wurden entlang der Längsseiten durch Gipswände einzelne Räume abgetrennt, die als Maschinenräume, Werkstätten und als Wohnräume dienten. Das hintere (gegen den Wind gerichtete) Ende der Halle war fest verschlossen und etwas zugespitzt. Die Vorderseite war zur Aufnahme des Luftschiffs etwas erweitert und nur durch einen Vorhang aus Segeltuch zu verschließen. Rote und grüne Positionslampen an der Einfahrt zeigten schon von Weitem die Stellung der Halle an. Zudem gab es einen Fesselballon, der zur Windbestimmung und als Orientierungshilfe für die Luftschiffbesatzung an einem Ausleger hochgelassen werden konnte.
Die Halle war die erste entsprechend der Windrichtung drehbare Luftschiffhalle der Welt. Somit konnte vor der Einfahrt des Luftschiffs die geöffnete Seite in den Windschatten gedreht und Seitenwinde vermieden werden, die bei anderen Hallen oft zu Beschädigungen der Halle oder des Luftschiffs führten. In der Mitte ruhte die Halle auf einem Beton-Drehzapfen von 8 m Durchmesser. Die Drehung erfolgte auf acht sogenannten Unterstützungswagen, die auf zwei Schienenkränzen liefen – je vier auf dem inneren und auf dem äußeren Schienenkranz. Eine komplette Drehung dauerte etwa eine Stunde. Die Stromversorgung zur Drehung der Halle erfolgte über zwei 40-PS-Benzinmotoren, die mit je einer 24-kW-Dynamomaschine verbunden waren. Diese dienten auch dem Aufladen von Akkumulatoren, die die Maschinen in den Werkstätten mit Strom versorgten.
Um die Halle herum wurde eine ringförmige, 2,2 m hohe Rampe angelegt, um den Höhenunterschied zwischen dem Hallenboden und dem Erdboden bei jeder Drehrichtung auszugleichen. Unterhalb dieser Rampe wurden 3000 Wasserstoff-Flaschen für die Befüllung des Luftschiffs gelagert.

## Nutzung
Die Halle wurde 1907–1909 für das halbstarre Luftschiff Siemens-Schuckert I gebaut, dessen Planung und Bau etwa zeitgleich mit dem der Halle begann. Die Siemens-Schuckert I war das einzige in der Halle gebaute Luftschiff. Nachdem es auf einer Versuchsfahrt am 2. Mai 1912 havarierte, wurde es abgewrackt und die Luftschiff-Entwicklung bei Siemens eingestellt. Von Januar bis August 1914 wurde die Halle noch einmal genutzt, als Georg Wilhelm von Siemens sie der Heeresverwaltung für Versuchsfahrten mit dem halbstarren Luftschiff M IV zur Verfügung stellte. Im Jahr 1919 wurde sie nach den Bestimmungen des Versailler Vertrags demontiert.

## Lage
Der ehemalige Standort der Halle – von der oberirdisch nichts mehr zu sehen ist – ist heute bekannt. Er befindet sich nahe dem Ende der Straße Am alten Flugplatz im Naturschutzgebiet Biesenhorster Sand in Berlin-Karlshorst. Die Überreste sind auf einem Luftbild von 1928 gut sichtbar.